# Ivo Purišić
Ivo Purišić (Muć, 3. travnja 1920. – 1976.), hrvatski admiral. Bio je viceadmiral JRM.
Godine 1941. je stupio u NOVJ i sljedeće godine u KPJ. Bio je ratni zapovjednik Osme dalmatinske brigade. Poslije rata bio je zapovjednik pomorske zone, flote, vojnopomorskog područja, eskadre, pomoćnik zapovjednika za zaleđe armade, vojnopomorske oblasti i dr.